# چووارز
چووارز (انگلیسی: Chuvarez) یک شهرک در شهرستان اوفیمسکی استان باشقیرستان کشور روسیه است.